# Tsatthoggua
Tsatthoggua ist eine deutsche Black-Metal-Band aus Marl, die genreuntypisch ein BDSM-Image übernahm. Der Bandname ist dem Wesen Tsathoggua aus dem Cthulhu-Mythos entlehnt.

## Bandgeschichte
1989 gründete sie sich in Marl, Nordrhein-Westfalen, unter dem Namen Dissection. Die Musiker, die nur unter Pseudonymen in Erscheinung traten, veröffentlichten mehrere Demoaufnahmen in Kleinstauflagen. Nachdem Dissection aus Schweden bekannt wurden, benannte man sich in Tsatthoggua um. Den Namen entlehnte man einem Roman von H. P. Lovecraft.
Ihr 1995er Demo Siegeswille sicherte ihnen einen Plattenvertrag beim französischen Label Osmose Productions. Dort erschien 1996 ihr Debütalbum Hosanna Bizarre. Am Album war eine Gastsängerin namens Nicole Szumiga beteiligt. Der schnelle und kompromisslose Black Metal im Stile von Blasphemy und Impaled Nazarene überraschte durch das Image der Band, das genreuntypisch an den BDSM angelegt war. So zeigt das Albumcover einen maskierten Mann, der eine Frau im weißen Kleid und mit Corpsepaint an einer Bondagehalskette hält. Auf der Rückseite zeigt sich die Szenerie andersherum. Die Texte dagegen beinhalten Black-Metal-typisch Lobpreisungen an Satan und Kritik am Christentum. Einige Shows im Vorprogramm von Atrocity und Therion steigerten den Bekanntheitsgrad der Formation. Im Jahre 1997 tourte man mit Marduk und Sear Bliss durch Deutschland, Österreich, Niederlande, Belgien und die Schweiz. Im Gegensatz zum Corpsepaint, das sie früher bei Auftritten benutzten, traten die Musiker in Leder- und Gasmasken auf.
1998 erschien das zweite Album Trans Cunt Whip, das von Peter Tägtgren in den Abyss-Studios abgemischt wurde. Im Gegensatz zum Debüt hatte man nun auch Texte über sado-masochistische Themen. Nach der EP German Black Metal (1999) löste sich die Gruppe auf. Ein Album mit dem Titel Extazia sollte 2000 auf Necropolis Records erscheinen, blieb jedoch bis dato unveröffentlicht. Ein letzter Auftritt der Gruppe fand am 30. Dezember 1999 in Berlin statt. Bei diesem Auftritt spielten außerdem noch Sigh und Dies Ater.
Lediglich „Perverted Pete“ war ebenfalls in den Bands Eternal Dirge und Ninnghizhidda und Markus Aust in Ninnghizhidda aktiv. Der Rest der Bandmitglieder trat nicht mehr in Erscheinung.
Im Dezember 2019 reformierte sich die Band in der Originalbesetzung und kündigte für 2020 Veröffentlichungen und Konzerte an. Aufgrund der Corona-Krise wurden die geplanten Konzerte jedoch abgesagt. Sänger North Wind erkrankte im März 2020 an Corona, wurde aber bereits im April als genesen aus der Quarantäne entlassen.  Im Frühjahr 2020 erschienen die beiden Alben Hosanna Bizarre und Trans Cunt Whip erstmals als Vinyl-LPs auf ihrem alten Label Osmose Productions. Im August 2020 erschien eine Compilation Hallelujah Messiah (Mini-CD und 12"-EP) mit remasterten Songs vom ersten Demo Siegeswille (erschienen 1995) und von der German Black Metal-7"-EP (1999).

## Diskografie

### Demos
- 1990: Maniac Depression (als Dissection, 50 Exemplare)
- 1992: Unrecognizable Human Form (als Dissection, 130 Exemplare)
- 1993: Hyperborea (als Dissection, Promo, 30 Exemplare)
- 1995: Siegeswille (Demo, 150 Exemplare/Promo-CD, 20 Exemplare)

### Alben
- 1996: Hosanna Bizarre (Osmose Production)
- 1998: Trans Cunt Whip (Osmose Production)
- 2020: Hallelujah Messiah (Osmose Production, Compilation)
- 2024: We Are God (Osmose Production)

### Sonstige Veröffentlichungen
- 1999: German Black Metal (7’’-EP, Osmose Production)